# Alma gemela (telenovela)
Alma gemela (en portugués: Alma gêmea) es una telenovela brasileña producida y transmitida por TV Globo. Fue escrita por Walcyr Carrasco, con la colaboración de Thelma Guedes, dirigida por Fred Mayrink y Pedro Vasconcelos, con la dirección general y de núcleo de Jorge Fernando. 
Protagonizada por Priscila Fantin y Eduardo Moscovis, junto a Flávia Alessandra, Luigi Baricelli, Alexandre Barillari, Fernanda Machado, Thiago Luciano y de la primera actriz Ana Lúcia Torre en los roles antagónicos, cuenta con las actuaciones estelares de Drica Moraes, Malvino Salvador, Bia Seidl, Sidney Sampaio, Fernanda Souza, Emílio Orciollo Netto, Elizabeth Savalla y los primeros actores Walderez de Barros, Fúlvio Stefanini, Neusa Maria Faro, Nicette Bruno y la participación estelar de Liliana Castro.

## Trama
La trama es dividida en dos fases: la primera está ambientada en 1928 y la segunda sucede en 1948. En la bella y encantadora ciudad de Roseiral, en el interior de São Paulo, donde viven gente romántica y misteriosa; gente divertida y también ambiciosa; pero todos tienen una historia que contar. Como la simpática Olívia (Drica Moraes), quien cree que tiene una familia perfecta, y ni desconfía que su marido, el canalla de Raúl (Luigi Baricelli), tiene un romance secreto con la bella Dalila (Fernanda Machado). En Roseiral también viven unos campesinos muy divertidos, como la ingenua Mirna (Fernanda Souza), que está ansiosa por casarse, contra a voluntad de su hermano Crispín (Emílio Orciollo Netto). 
Y también están las personas de la pensión Osvaldo (Fúlvio Stefanini) e Divina (Neusa Maria Faro), y Ofélia (Nicette Bruno), la implicante madre de Divina, que no pierde la oportunidad de molestar a Osvaldo. A pesar de las confusiones, ese matrimonio tiene mucho amor y comanda una familia con cuatro hijos: Vitório (Malvino Salvador), Dalila, Hélio (Erik Marmo) e Nina (Tammy di Calafiori).
Mas en esa linda ciudad vive el tema central de la novela: el grande amor del botánico Rafael (Eduardo Moscovis) por la bailarina Luna (Liliana Castro), hija de la millonaria Agnes (Elizabeth Savalla). Un romance que tiene poderosas enemigas, como la envidiosa Cristina (Flávia Alessandra), Prima de Luna, y su madre, la diabólica y calculista Débora (Ana Lúcia Torre), hermana de Agnes. El matrimonio de Rafael y Luna se ve sorprendido por el destino, cuando Cristina desea las joyas de su familia, Doña Adelaida (Walderez de Barros), madre de Débora y Agnes y abuela de Cristina y Luna se las entrega a esta última y empieza el conflicto. A partir de ahí, Cristina manda a Guto (Alexandre Barillari), un admirador de ella, que asalte y tome las joyas de su prima. Pero Guto acaba asesinando a Luna. Rafael se desespera completamente con la pérdida de su alma gemela.
Entretanto, en el mismo momento en el que Luna perdió la vida, nace en una tribu indígena Serena (Priscila Fantin), una bella y joven mestiza que creció creyendo que su felicidad estaba lejos de su aldea, sentía un llamado que la llevará a continuar el camino de Luna. Serena sigue su destino, sin saber que es en Roseiral donde vive Rafael, su gran amor que aún no conoce y que pasó 20 años encerrado en una oscuridad profunda causada por la tristeza de la muerte de su mujer. Tal situación será alterada con la llegada de Serena quien tiene una misión: encontrarse con su amor y vivir con él toda la vida.

## Producción
- Un gran suceso: Alma Gêmea registró un promedio general de 45 puntos, caso extremamente raro tratándose del horario de las 6, el horario de novelas de menor audiencia de Globo.

## Elenco

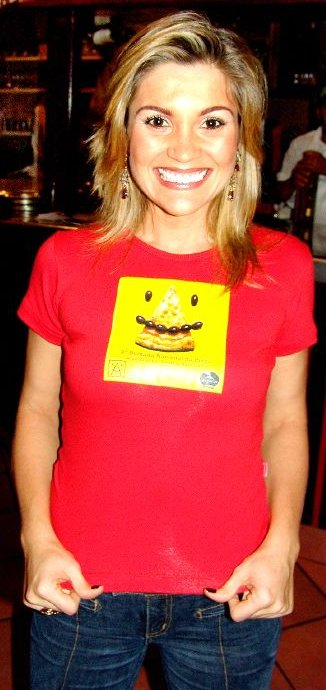
Flávia Alessandra fue la gran villana Cristina.

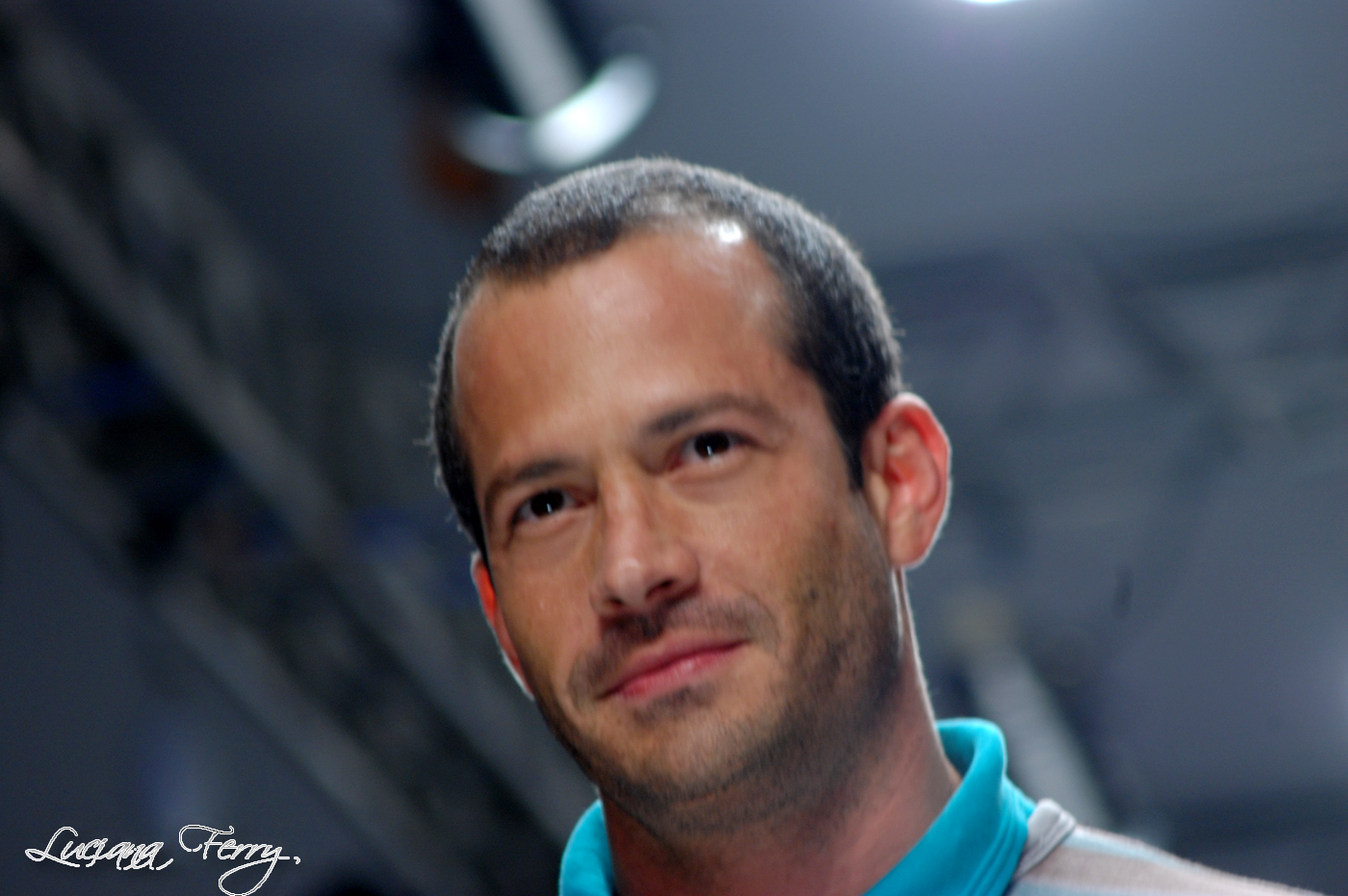
Malvino Salvador fue el cocinero Vitório.

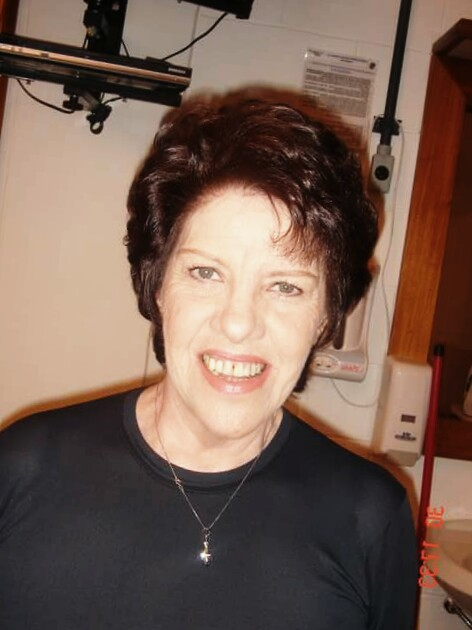
Neusa Maria Faro fue la cómica Divina.

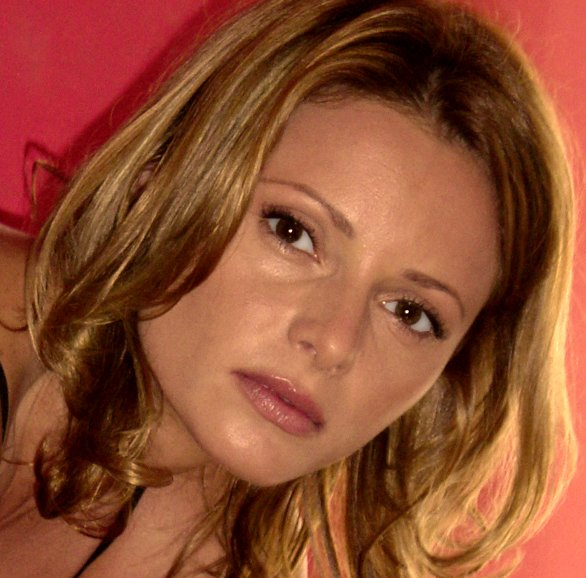
Rita Guedes fue la seductora Kátia.

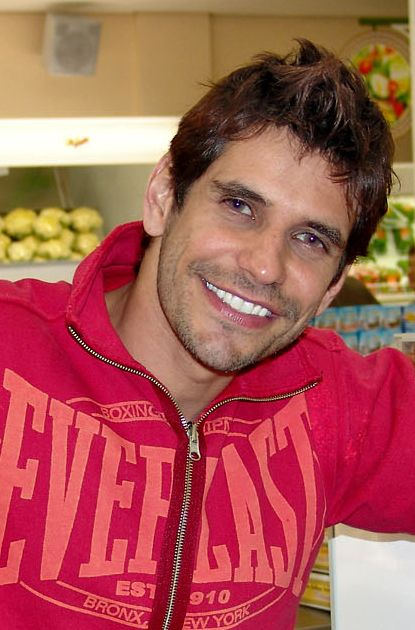
Alexandre Barillari fue el villano Guto.

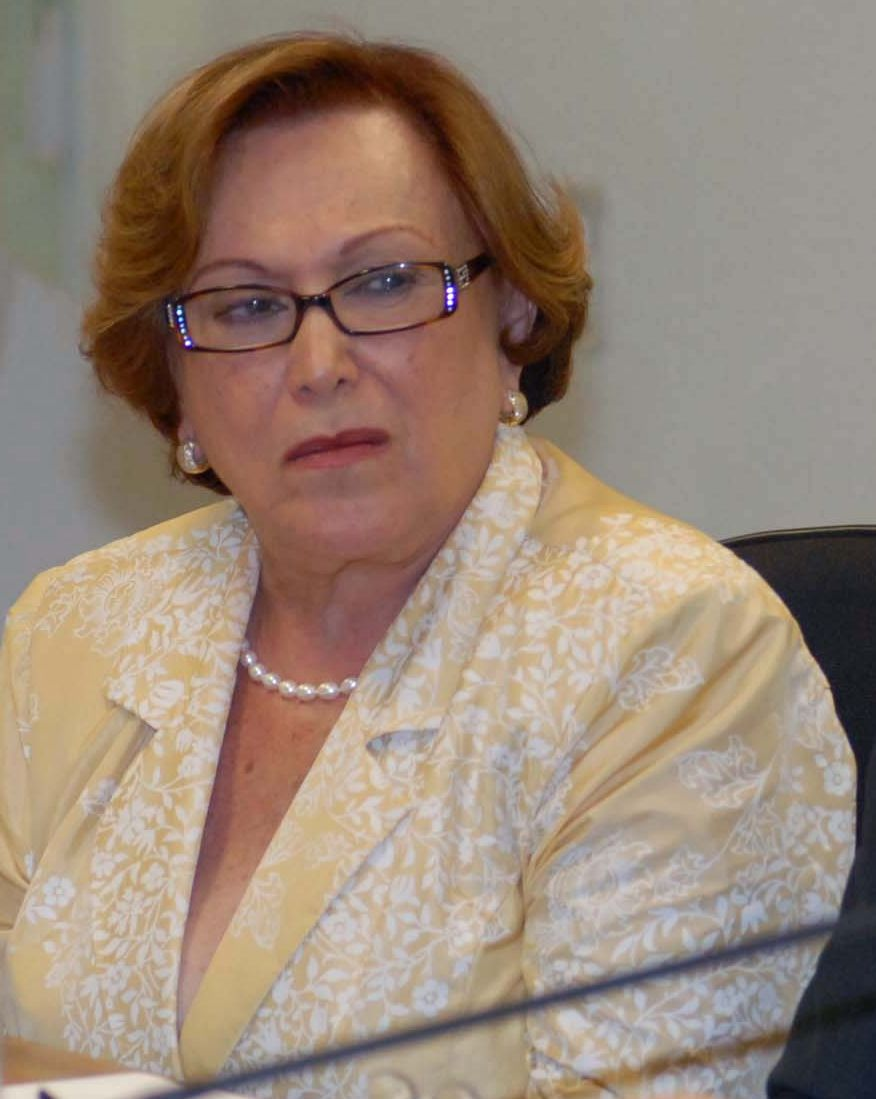
Nicette Bruno fue la alborotadora Ofélia.

| Actor/Actriz           | Personaje                       |
| ---------------------- | ------------------------------- |
| Priscila Fantin        | Serena Anauê Dias               |
| Eduardo Moscovis       | Rafael de Souza Dias            |
| Flávia Alessandra      | Cristina Ávilla Saboya Dias     |
| Ana Lúcia Torre        | Débora Ávilla Saboya            |
| Liliana Castro         | Luna Ávilla Blanco Dias         |
| Alexandre Barillari    | Guto                            |
| Drica Moraes           | Olívia Médici                   |
| Malvino Salvador       | Vitório Santini                 |
| Elizabeth Savalla      | Agnes Ávilla Blanco             |
| Luigi Baricelli        | Raul de Carvalho Siqueira       |
| Fernanda Machado       | Dalila Santini da Silva         |
| Nívea Stelmann         | Alexandra                       |
| Fernanda Souza         | Mirna Gonçalves da Silva        |
| Emílio Orciollo Netto  | Crispim Gonçalves da Silva      |
| Kayky Brito            | Gumercindo                      |
| Rita Guedes            | Kátia                           |
| Thiago Luciano         | Ivan                            |
| Bia Seidl              | Vera Souza Dias                 |
| Michel Bercovitch      | Ciro                            |
| Carla Daniel           | Zulmira                         |
| Nicette Bruno          | Ofélia                          |
| Fúlvio Stefanini       | Osvaldo Santini                 |
| Neusa Maria Faro       | Divina Santini                  |
| Sidney Sampaio         | Felipe Ávilla Blanco Dias       |
| Erik Marmo             | Hélio Santini                   |
| Walderez de Barros     | Adelaide Ávilla                 |
| David Lucas            | Terê Dias                       |
| Ernesto Piccolo        | Eurico                          |
| Ângelo Antônio         | Dr. Eduardo                     |
| Aisha Jambo            | Sabine Bel-Lac Santini          |
| Keruse Bongiolo        | Judith                          |
| Marcelo Faria          | Jorge                           |
| Rodrigo Phavanello     | Roberval da Silva               |
| Bruna di Tullio        | Madalena                        |
| Cecília Dassi          | Mirella de Médici Siqueira Dias |
| Renan Ribeiro          | Carlito de Médici Siqueira      |
| Emiliano Queiroz       | Bernardo dos Santos (Tio Nardo) |
| Umberto Magnani        | Elias                           |
| Caroline Smith         | Ritinha                         |
| Lady Francisco         | Generosa                        |
| Tammy di Calafiori     | Nina Santini                    |
| Carlos Gregório        | Sr. Rodríguez                   |
| Mariah da Penha        | Clarice                         |
| Ronnie Marruda         | Abílio                          |
| Andréa Avancini        | Terezinha                       |
| Felipe Camargo         | Dr. Julian Enke                 |
| Rosane Gofman          | Nair                            |
| Luciano Vianna         | Xavier                          |
| Hilda Rebello          | Dona Filó                       |
| Marcelo Barros (actor) | Alaor                           |
| Pamella Rodrigues      | Paulina                         |

### Personajes que murieron
| Actor             | Personaje                   | Asesinado/a por                                                          |
| Liliana Castro    | Luna Ávilla Blanco Dias (†) | Guto (por orden de Cristina)                                             |
| Ana Lúcia Torre   | Débora Ávilla Saboya (†)    | Veneno, es llevada al infierno través de un laberinto                    |
| Flávia Alessandra | Cristina Ávilla Saboya (†)  | Quemada, el diablo la lleva al infierno a través del espejo              |
| Eduardo Moscovis  | Rafael Souza Dias (†)       | Disparo de un arma (causado por Cristina)                                |
| Priscila Fantin   | Serena Anauê Souza Dias (†) | Del mismo impacto causado en el corazón de Rafael (causado por Cristina) |

## Temas Musicales

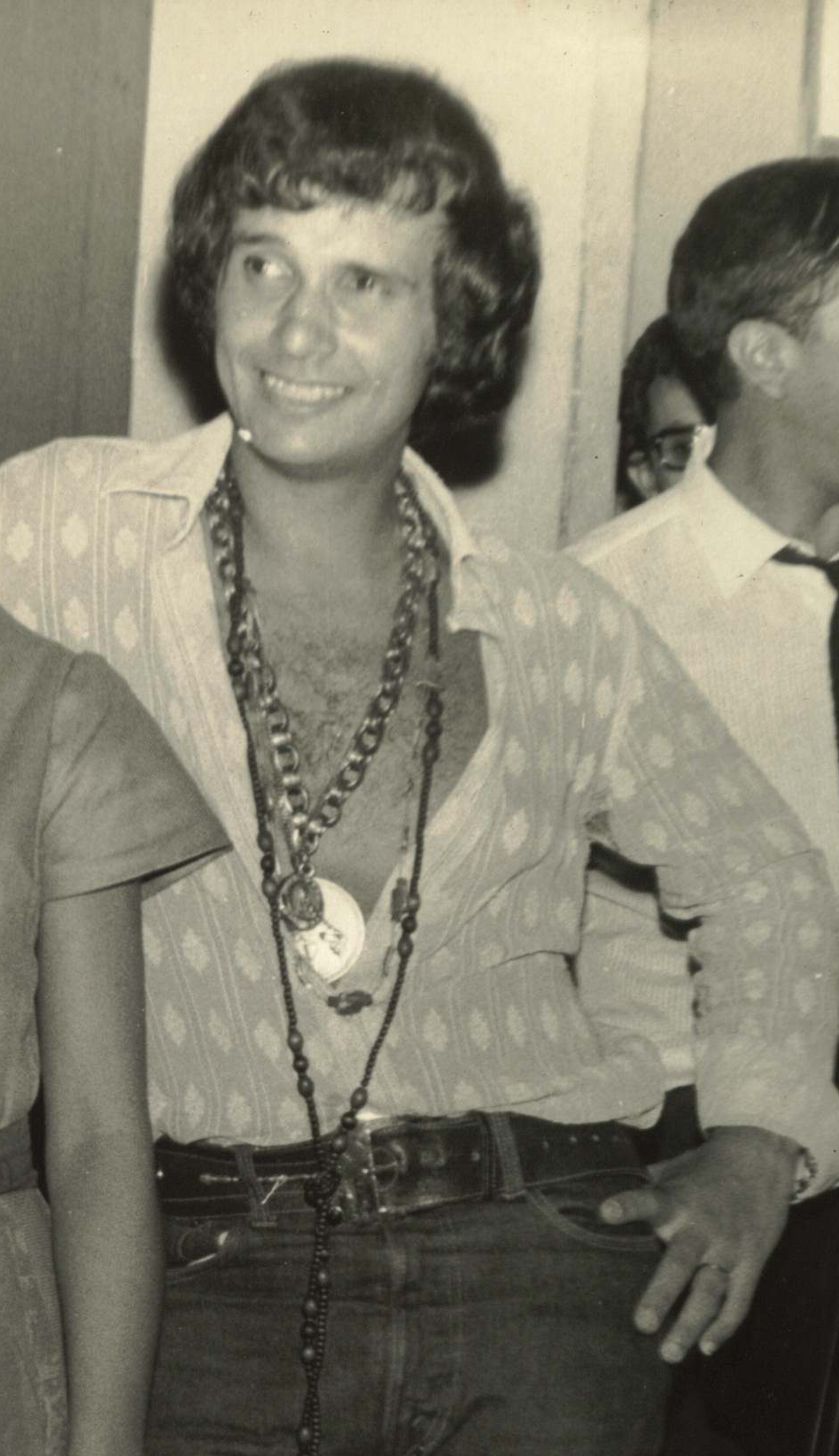
Roberto Carlos.

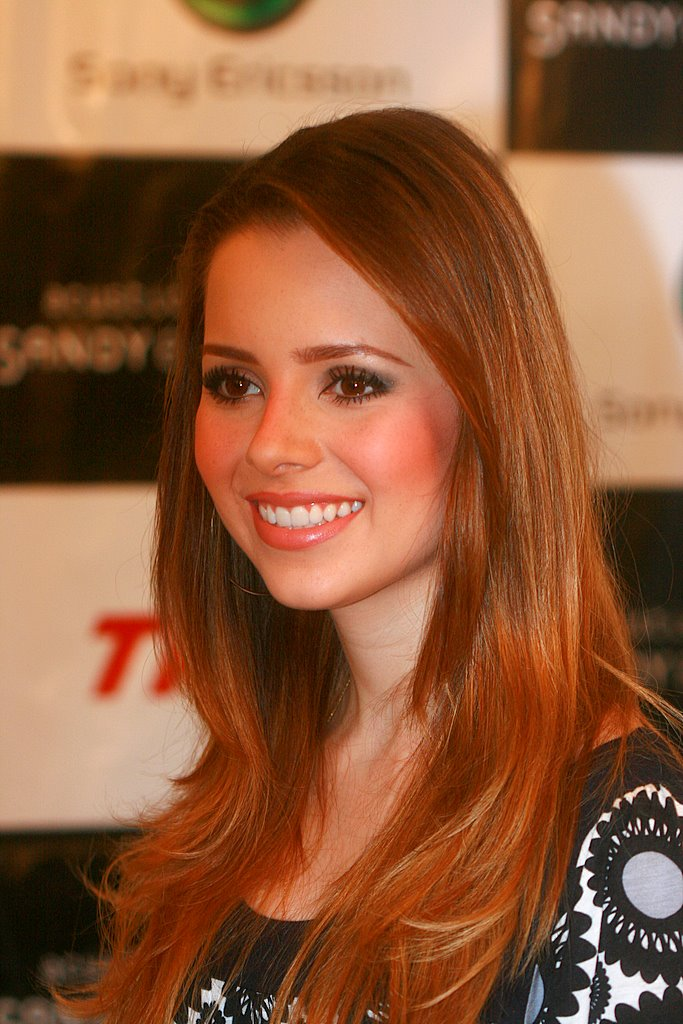
Sandy.

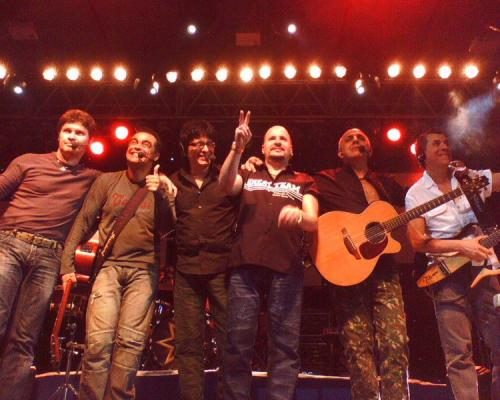
Roupa Nova.

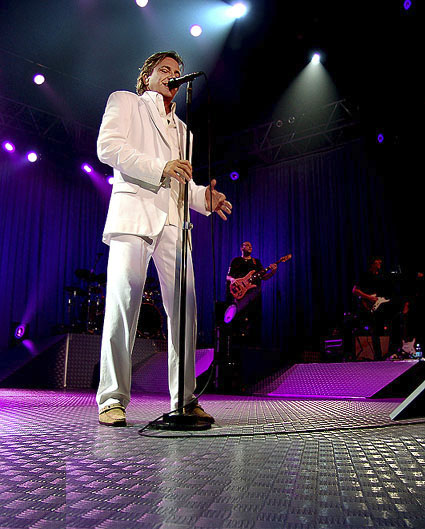
Fabio Jr.

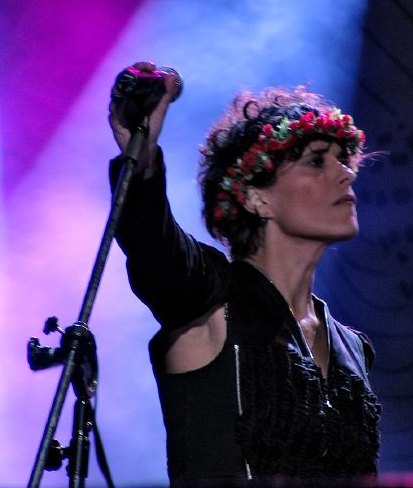
Zélia Duncan.

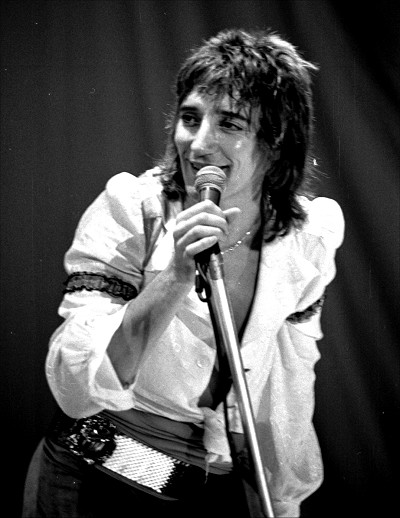
Rod Stewart

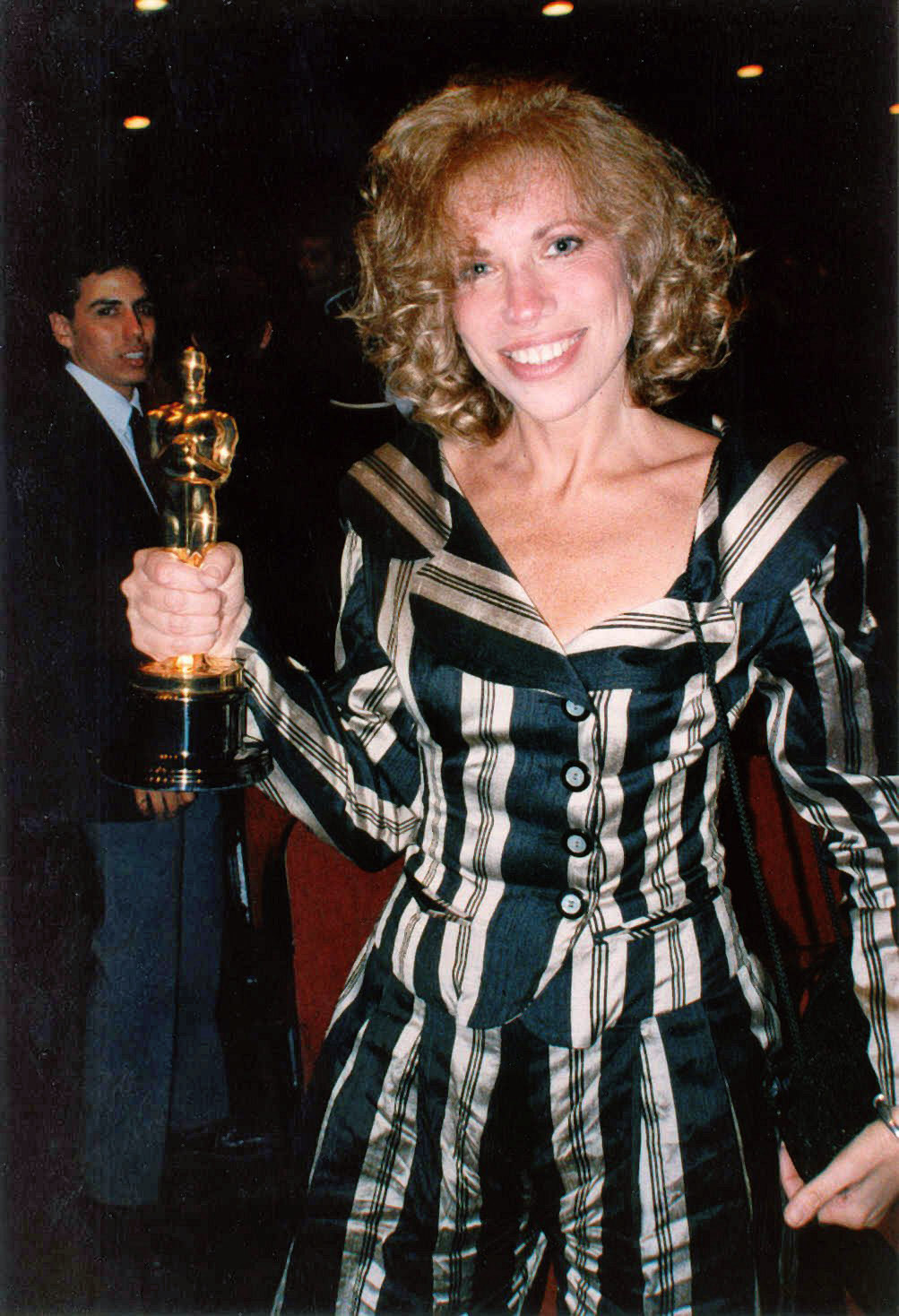
Carly Simon.

### Alma Gêmea Vol. 1
Banda sonora brasileña
Varios Artistas
Carátula del álbum: Eduardo Moscovis
1. Índia (India) - Roberto Carlos (tema de Serena)
2. Quem Sabe Isso Quer Dizer Amor - Milton Nascimento (tema de Helio)
3. Um Segredo e um Amor (Secret Love) - Sandy (tema de Mirella)
4. Margarida - Roupa Nova (tema de Mirna)
5. Alma Gêmea - Fábio Júnior (tema de apertura)
6. Eterno Amor (True Love) - Cídia e Dan (tema de Luna y Rafael, tema de Felipe)
7. Uma Vez Mais - Ivo Pessoa (tema de Rafael)
8. Diz Nos Meus Olhos (Inclemência) - Zélia Duncan (tema de Cristina)
9. Eu Não Existo Sem Você - Maria Bethânia (tema romántico)
10. Linda Flor (Yayá, Ai Yoyo) - Gal Costa (tema de Olivia)
11. A Vida Que A Gente Leva - Leila Pinheiro (tema de Dalila)
12. Estrada Do Sertão - Elba Ramalho (tema de la granja)
13. Todo Seu Querer - Fagner (tema de Vitorio y Olivia)
14. Um Sonho De Verão (Moonlight Serenade) - Jussara Silveira (tema de Katia)
15. Acidente De Amor - Gino & Geno (tema de Crispín)
16. Suíte Dos Índios - Mú Carvalho (tema del pueblo de Serena)

### Alma Gêmea Vol. 2Internacional
Temas internacionales
Varios Artistas
Carátula del álbum: Fernanda Souza y Emílio Orciollo Netto
1. My Funny Valentine - Rod Stewart (tema de Serena y Rafael)
2. Moonlight Serenade - Carly Simon (tema de Sabina)
3. Mr. Lonely - Fabianno
4. La Vie En Rose - Strings Orchestra
5. Amapola - The Royal Philharmonic Orchestra
6. Al Di Là - Paolo (tema de Vitório e Olívia)
7. Fly Me To The Moon (In Other Words) - Peter Jones (tema de fiesta, tema de Raúl)
8. Blue Moon - SNZ (tema de la ciudad de Roseiral)
9. Misty - Ivo Pessoa
10. The Lovers (Prelude) - John K. Steffen
11. At Last - Kenny G. & Arturo Sandoval (tema romántico)
12. Sway (Quien Será) - Dean Martin
13. Frenesí - Montserrat (tema cómico)
14. Mambo Nº 8 - Mambo Project (tema cómico)

### Música incluida
- Clair de Lune - Claude Debussy (tema de Luna)
- Moon River (tema romántico)

## Premios
Troféu Leão Lobo (“Trofeo León Lobo”) - 2005:
- Mejor autor: Walcyr Carrasco
- Mejor director: Jorge Fernando
- Mejor actriz coadyuvante: Nicete Bruno
- Actor revelación: David Lucas
- Mejor banda sonora
- Mejor  novela

Prêmio Contigo (“Premio Contigo”) - 2005: 
- Mejor Autor - Walcyr Carrasco (empatado con Sílvio de Abreu por "Belíssima")

APCA (2005):
- Mejor actor - Fúlvio Stefanini

Melhores do Ano - Domingão do Faustão (“Mejores del Año”)- 2005:
- Mejore actriz coadyuvante - Fernanda Souza
- Mejor Tema musical de Novela - "Uma vez mais", Ivo Pessoa

Prêmio Qualidade Brasil (“Premio Calidad Brasil”¬) - 2006:
- Mejor actriz coadyuvante - Fernanda Souza (empatada com Cláudia Raia por "Belíssima")

Prêmio Top of Business (“Premio Superior de Negocios”)(2005):
- Emílio Orciollo Neto

Prêmio Comigo Ninguém Pode (“Premio Conmigo nadie Puede”)(2005):
- Emílio Orciollo Neto